# Regionalbahn

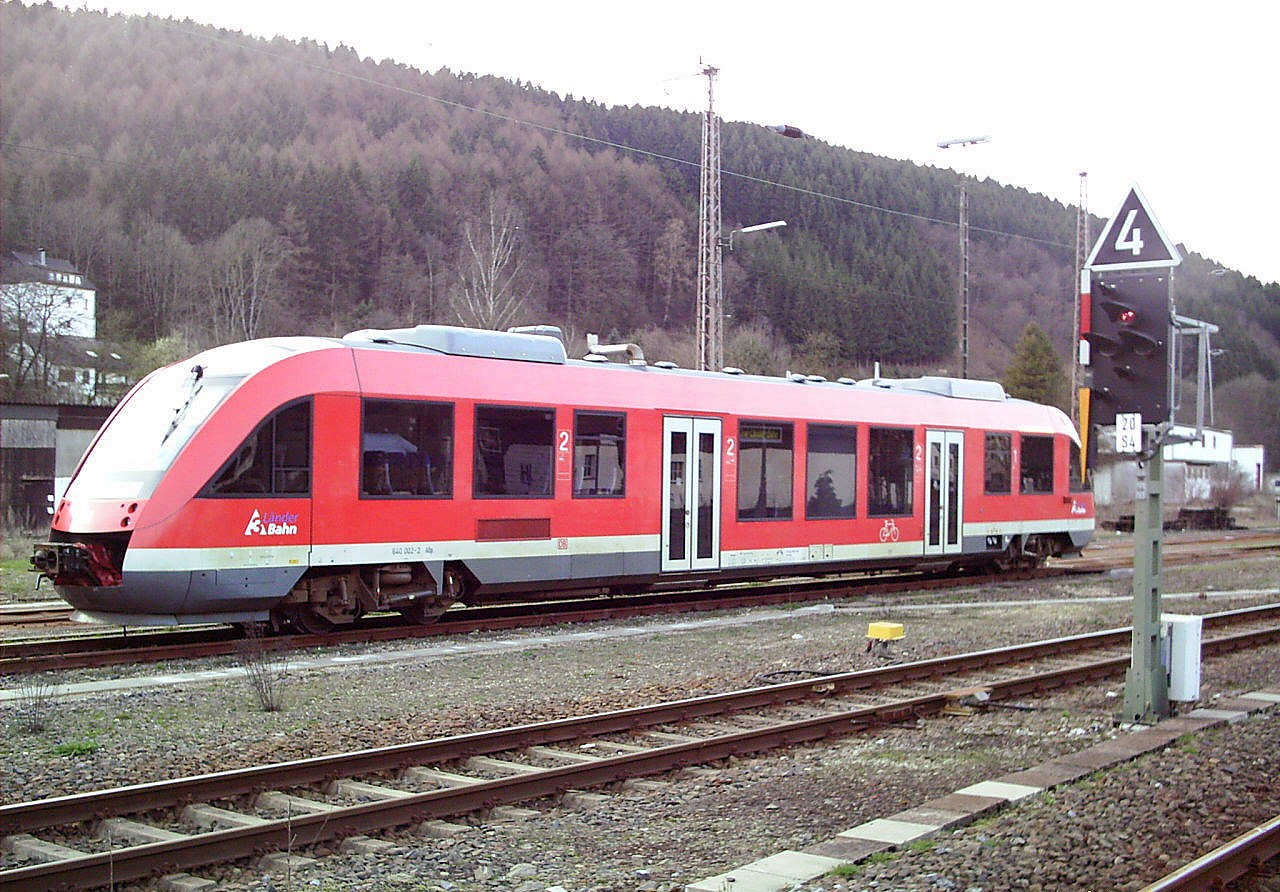
LINT 27 als Regionalbahn

De Regionalbahn (in dienstregelingen vaak RB) is de Duitse variant van de stoptrein. Een Regionalbahn-trein rijdt enkel binnen een bepaalde regio. Een grotere vervoerder binnen Duitsland is Deutsche Bahn. Steeds meer lijnen worden geëxploiteerd door andere spoorwegmaatschappijen, zoals Eurobahn, de Bentheimer Eisenbahn en Vias Rail. Materieel bestaat onder meer uit de Bombardier Talent en de Alstom LINT.